# Badminton-Verein 57 Niedersedlitz
Der BV 57 Niedersedlitz e. V. ist ein reiner Badmintonverein aus der sächsischen Landeshauptstadt Dresden. Angesiedelt ist er im Stadtteil Niedersedlitz im Osten der Stadt. Als einer der ältesten Badmintonvereine in Ostdeutschland wurde der BV 57 Niedersedlitz als Sektion Federball der BSG Chemie Niedersedlitz 1957 gegründet. Für Chemie Niedersedlitz erkämpften Claudia Zöllner, Candida Pretzsch und Volker Hempel Bronzemedaillen bei den DDR-Juniorenmeisterschaften sowie Monika Jungmichel jeweils vier Silber- und Bronzemedaillen bei DDR-Seniorenmeisterschaften.
Für die größten Erfolge sorgte jedoch Hans-Jürgen Göhler mit vier Titeln bei den Deutschen Meisterschaften der Senioren sowie einer Silber- und zwei Bronzemedaillen bei den Senioren-Europameisterschaften.
Mit derzeit rund 80 Mitgliedern gehört der BV 57 Niedersedlitz zu den zahlenmäßig stärksten Badminton-Vereinen bzw. -Abteilungen in Sachsen. Der Verein ist derzeit mit einer Jugend- und fünf Erwachsenenmannschaften am Wettkampfgeschehen in sächsischen Ligen beteiligt. In den Einzeldisziplinen stellt der Verein auch Teilnehmer an überregionalen Meisterschaften bis hin zur Deutschen Meisterschaft.

## Erfolge
| Veranstaltung                    | Saison    | Disziplin    | Platz | Name                                                                              |
| -------------------------------- | --------- | ------------ | ----- | --------------------------------------------------------------------------------- |
| DDR-Einzelmeisterschaft AK 10/11 | 1980/1981 | Damendoppel  | 3     | Claudia Zöllner / Katrin Wobser (Chemie Niedersedlitz / Einheit Greifswald)       |
| DDR-Seniorenmeisterschaft AK I   | 1982/1983 | Damendoppel  | 2     | Angelika Haase / Monika Jungmichel (TSG Bühlau / Chemie Niedersedlitz)            |
| DDR-Seniorenmeisterschaft AK II  | 1984/1985 | Damendoppel  | 2     | Monika Jungmichel / Christine Naumann (Chemie Niedersedlitz / Turbine Großenhain) |
| DDR-Einzelmeisterschaft AK 14/15 | 1984/1985 | Damendoppel  | 2     | Claudia Zöllner / Antje Augustin (Chemie Niedersedlitz / Robur Zittau)            |
| DDR-Seniorenmeisterschaft AK II  | 1985/1986 | Herrendoppel | 3     | Joachim Köstler / Siegwart Geihsler (Lok Dresden / Chemie Niedersedlitz)          |
| DDR-Juniorenmeisterschaft        | 1985/1986 | Damendoppel  | 3     | Claudia Zöllner / Antje Augustin (Chemie Niedersedlitz / Robur Zittau)            |
| DDR-Einzelmeisterschaft AK 14/15 | 1985/1986 | Herrendoppel | 3     | Jens-Uwe Renner / Jens Tiepner (SG Gittersee / Chemie Niedersedlitz)              |
| DDR-Seniorenmeisterschaft AK II  | 1986/1987 | Damendoppel  | 2     | Monika Jungmichel / Christine Naumann (Chemie Niedersedlitz / Turbine Großenhain) |
| DDR-Seniorenmeisterschaft AK II  | 1986/1987 | Dameneinzel  | 2     | Monika Jungmichel (Chemie Niedersedlitz)                                          |
| DDR-Seniorenmeisterschaft AK II  | 1987/1988 | Dameneinzel  | 3     | Monika Jungmichel (Chemie Niedersedlitz)                                          |
| DDR-Seniorenmeisterschaft AK II  | 1987/1988 | Damendoppel  | 3     | Monika Jungmichel / Christine Naumann (Chemie Niedersedlitz / Turbine Großenhain) |
| DDR-Seniorenmeisterschaft AK II  | 1988/1989 | Mixed        | 3     | Siegwart Geihsler / Monika Jungmichel (Chemie Niedersedlitz)                      |
| DDR-Seniorenmeisterschaft AK II  | 1988/1989 | Damendoppel  | 3     | Monika Jungmichel / Christine Naumann (Chemie Niedersedlitz / Turbine Großenhain) |
| DDR-Juniorenmeisterschaft        | 1989/1990 | Mixed        | 3     | Volker Hempel / Candida Pretzsch (SG Gittersee / Chemie Niedersedlitz)            |
| DDR-Juniorenmeisterschaft        | 1989/1990 | Damendoppel  | 3     | Candida Pretzsch / Bettina Brettschneider (Chemie Niedersedlitz)                  |
| Deutsche Einzelmeisterschaft O45 | 1995/1996 | Herreneinzel | 1     | Hans-Jürgen Göhler (BV 57 Niedersedlitz)                                          |
| Senioren-Europameisterschaft O45 | 1996/1997 | Herreneinzel | 3     | Hans-Jürgen Göhler (BV Niedersedlitz)                                             |
| Deutsche Einzelmeisterschaft O45 | 1997/1998 | Herreneinzel | 1     | Hans-Jürgen Göhler (BV 57 Niedersedlitz)                                          |
| Senioren-Europameisterschaft O45 | 1998/1999 | Herreneinzel | 3     | Hans-Jürgen Göhler (BV Niedersedlitz)                                             |
| Deutsche Einzelmeisterschaft O45 | 1998/1999 | Herreneinzel | 1     | Hans-Jürgen Göhler (BV 57 Niedersedlitz)                                          |
| Deutsche Einzelmeisterschaft O45 | 1999/2000 | Herreneinzel | 1     | Hans-Jürgen Göhler (BV 57 Niedersedlitz)                                          |
| Deutsche Einzelmeisterschaft O45 | 1999/2000 | Herrendoppel | 2     | Bernd Behrens / Hans-Jürgen Göhler (SG Gittersee / BV Niedersedlitz)              |
| Deutsche Einzelmeisterschaft O50 | 2000/2001 | Herreneinzel | 2     | Hans-Jürgen Göhler (BV Niedersedlitz)                                             |
| Deutsche Einzelmeisterschaft O45 | 2000/2001 | Herrendoppel | 2     | Bernd Behrens / Hans-Jürgen Göhler (SG Gittersee / BV Niedersedlitz)              |
| Senioren-Europameisterschaft O50 | 2001/2002 | Herrendoppel | 2     | Horst Lösche / Hans-Jürgen Göhler (1. BV Mülheim / BV Niedersedlitz)              |
| Deutsche Einzelmeisterschaft O50 | 2001/2002 | Herreneinzel | 2     | Hans Jürgen Göhler (BV 57 Niedersedlitz)                                          |
| Deutsche Einzelmeisterschaft O45 | 2001/2002 | Herrendoppel | 3     | Bernd Behrens / Hans-Jürgen Göhler (SG Gittersee / BV Niedersedlitz)              |
| Deutsche Einzelmeisterschaft O50 | 2002/2003 | Herrendoppel | 2     | Hans-Jürgen Göhler / Bernd Behrens (BV 57 Niedersedlitz / SG Gittersee)           |
| Deutsche Einzelmeisterschaft O50 | 2002/2003 | Herreneinzel | 2     | Hans-Jürgen Göhler (BV 57 Niedersedlitz)                                          |